# شاهرخ رفیع
شاهرخ رفیع تهیه‌کننده فیلم اهل ایران بود. وی دارای دکتری اقتصاد بود و در دههٔ ۱۳۳۰ استودیوهای دوبلاژ «تورنگ» و «شاهرخ» و در سال ۱۳۳۶ با مشارکت ژوزف واعظیان و ساموئل خاچیکیان، استودیو «آژیرفیلم» را تأسیس کرد.
بهمن فرزین مولف کتاب آسیاب یونانی در کتابش در رابطه با دکتر شاهرخ رفیع موضوعاتی را مطرح کرده که واقعا خواندنی است
شاهرخ رفیع همسر سابق ایرن زازیانس هنرپیشه سینما بود.

## تهیه کننده
- ۱ - پیمان (۱۳۳۹)
- ۲ - مروارید سیاه (۱۳۳۹)
- ۳ - در جستجوی داماد (۱۳۳۸ با مشارکت ژوزف واعظیان)
- ۴ - قاصد بهشت (۱۳۳۷ با مشارکت ژوزف واعظیان)
- ۵ - طوفان در شهر ما (۱۳۳۷  با مشارکت ژوزف واعظیان)
- ۶ - رستم و سهراب (۱۳۳۶ به علاوه کارگردانی مشترک با مهدی رئیس فیروز)
- ۷ - چهار راه حوادث (۱۳۳۴ ساناسار خاچاطوریان و رضوان)
- ۸ - دختری از شیراز (۱۳۳۳ با مشارکت  ساناسار خاچاطوریان، شاپوری و فرید زینی)
- ۹ - مراد (۱۳۳۳ با مشارکت ساناسار خاچاطوریان و سردار ساگر)